# Campeonato Europeo de Triatlón de 2003
El XIX Campeonato Europeo de Triatlón se celebró en Karlovy Vary (República Checa) el 21 de junio de 2003 bajo la organización de la Unión Europea de Triatlón (ETU) y la Federación Checa de Triatlón.

## Resultados
| Evento    | Oro                           | Plata                                    | Bronce                                     |
| --------- | ----------------------------- | ---------------------------------------- | ------------------------------------------ |
| Masculino | Iván Raña · España · 1:56:08  | Filip Ospalý · República Checa · 1:56:18 | Martin Krňávek · República Checa · 1:56:37 |
| Femenino  | Ana Burgos · España · 2:10:11 | Nadia Cortassa · Italia · 2:10:30        | Kathleen Smet · Bélgica · 2:10:35          |

## Medallero
| Núm. | País            | Oro | Plata | Bronce | Total |
| ---- | --------------- | --- | ----- | ------ | ----- |
| 1    | España          | 2   | 0     | 0      | 2     |
| 2    | República Checa | 0   | 1     | 1      | 2     |
| 3    | Italia          | 0   | 1     | 0      | 1     |
| 4    | Bélgica         | 0   | 0     | 1      | 1     |
|      | TOTAL           | 2   | 2     | 2      | 6     |